# Ставровський Андрій Борисович
Ставровський Андрій Борисович (5 березня 1957, м. Київ — 21 березня 2024, м. Київ) — український кібернетик і педагог, кандидат фізико-математичних наук (1989), доцент кафедри теоретичної кібернетики факультету комп'ютерних наук та кібернетики Київського національного університету імені Тараса Шевченка.

## Біографія
1979 року закінчив факультет кібернетики Київського національного університету імені Тараса Шевченка.
Працював у Київському університеті з 1979 року.
Кандидатська дисертація «Скінченні автомати над прямими добутками вільних півгруп і груп» (1989).

## Наукові інтереси
- теорія формальних мов
- дискретна математика та її застосування

## Основні наукові праці та посібники
- Техніка програмування мовою СІ. К., 1993 (у співавт.);
- Вступний курс програмування. К., 1998 (у співавт.);
- Турбо Паскаль 7.0. Учебник. К., 2000;
- Теорія графів у задачах: Навч. посіб. К., 2006 (у співавт.);
- Програмуємо правильно. Навч. посіб. К., 2007.